# Aire urbaine de Privas
L'aire urbaine de Privas est une aire urbaine française centrée sur la ville de Privas.

## Caractéristiques
D'après la définition qu'en donne l'INSEE, l'aire urbaine de Privas est composée de 17 communes, situées dans l'Ardèche. Ses 20 795 habitants font d'elle la 253e aire urbaine de France.
6 communes de l'aire urbaine sont des pôles urbains.
Le tableau suivant détaille la répartition de l'aire urbaine sur le département (les pourcentages s'entendent en proportion du département) :
| Département | Communes | Communes (%) | Superficie (km²) | Superficie (%) | Population (1999) | Population (%) |
| ----------- | -------- | ------------ | ---------------- | -------------- | ----------------- | -------------- |
| Ardèche     | 17       | 5,0          | 226,18           | 4,1            | 20 795            | 7,3            |

## Communes
Voici la liste des communes françaises de l'aire urbaine de Privas.
| Code INSEE | Commune                        | Type                  | Département | Superficie (km²) | Population (1999) | Densité (hab./km²) |
| ---------- | ------------------------------ | --------------------- | ----------- | ---------------- | ----------------- | ------------------ |
| 07004      | Ajoux                          | Commune monopolarisée | Ardèche     | +0012,2          | +000 00089,       | +0 0007,3          |
| 07008      | Alissas                        | Pôle urbain           | Ardèche     | +0012,43         | +0 0001 026,      | +00082,54          |
| 07066      | Chomérac                       | Commune monopolarisée | Ardèche     | +0018,94         | +0 0002 450,      | +00129,36          |
| 07072      | Coux                           | Pôle urbain           | Ardèche     | +0012,02         | +0 0001 464,      | +00121,8           |
| 07074      | Creysseilles                   | Commune monopolarisée | Ardèche     | +0010,25         | +00 000110,       | +00010,73          |
| 07090      | Flaviac                        | Commune monopolarisée | Ardèche     | +0012,98         | +0 0001 092,      | +00084,13          |
| 07092      | Freyssenet                     | Commune monopolarisée | Ardèche     | +0009,54         | +000 00049,       | +0 0005,14         |
| 07098      | Gourdon                        | Commune monopolarisée | Ardèche     | +0012,84         | +000 00079,       | +0 0006,15         |
| 07146      | Lyas                           | Pôle urbain           | Ardèche     | +0007,95         | +00 000517,       | +00065,03          |
| 07179      | Pourchères                     | Commune monopolarisée | Ardèche     | +0007,64         | +00 000118,       | +00015,45          |
| 07184      | Pranles                        | Commune monopolarisée | Ardèche     | +0029,49         | +00 000409,       | +00013,87          |
| 07186      | Privas                         | Pôle urbain           | Ardèche     | +0012,14         | +0 0009 170,      | +00755,35          |
| 07194      | Rochessauve                    | Commune monopolarisée | Ardèche     | +0017,62         | +00 000300,       | +00017,03          |
| 07260      | Saint-Lager-Bressac            | Commune monopolarisée | Ardèche     | +0015,37         | +00 000663,       | +00043,14          |
| 07288      | Saint-Priest                   | Pôle urbain           | Ardèche     | +0019,15         | +0 0001 107,      | +00057,81          |
| 07298      | Saint-Symphorien-sous-Chomérac | Commune monopolarisée | Ardèche     | +0007,86         | +00 000684,       | +00087,02          |
| 07340      | Veyras                         | Pôle urbain           | Ardèche     | +0007,76         | +0 0001 468,      | +00189,18          |
|            | Total                          |                       |             | +0226,18         | +00020 795,       | +00091,94          |